# 潘震

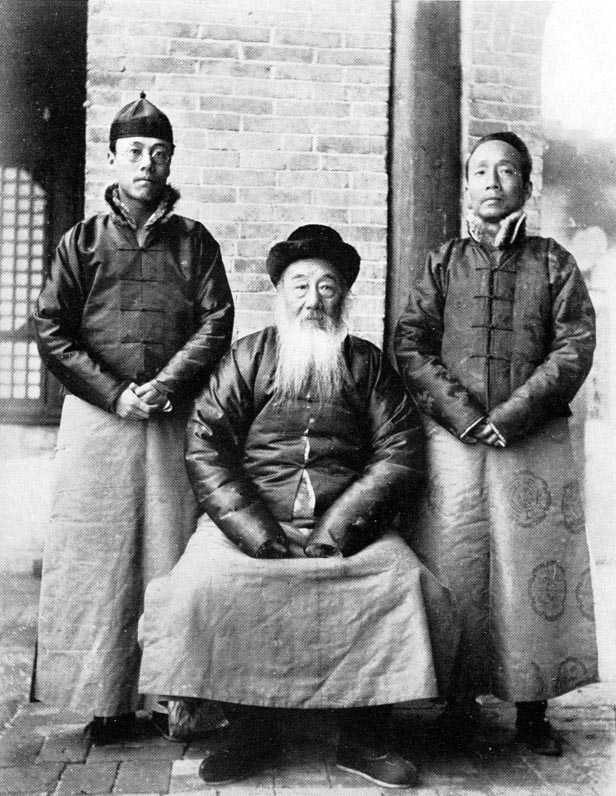
潘震（中）和他的两个儿子

潘震（1851年—1926年）字鹿碛，安徽当涂人，清朝及中华民国官员。

## 生平
潘震在清朝末年曾任甘肃华亭县知县、新疆省莎车直隶州知州、和阗直隶州知州、阿克苏道道员。后来，潘震出任伊塔道道员。辛亥革命伊犁起义后，伊塔道潘震逃往俄国伊犁贸易圈居住。后来，袁大化指示躲藏在俄国驻伊犁领事馆的潘震，要潘震同广福、贺家栋“纠合四面旗兵”推翻新成立的伊犁革命政权，恢复清朝在伊犁的统治，但该计划未能实现。
中华民国成立后，1912年4月，新疆都督袁大化建议革命派的伊犁军政府派潘震、贺家栋为代表，赴塔城参加新伊塔城谈判，但伊犁军政府以潘震躲在俄国伊犁贸易圈内不愿出面为理由，没有派潘震为代表，而是派贺家栋等人为代表。1912年5月潘震任新疆布政使。他还曾任新疆省国税厅筹备处处长兼新疆省审计分处处长。1914年5月任新疆财政厅长。

## 逸事
清末民初，探险家斯坦因三次到中亚探险，曾受到潘震的接待，潘震还致信斯坦因沿途经过地方的中国官员，请这些官员关照斯坦因。斯坦因到敦煌考古也是由潘震介绍给当地官府的，但当时潘震并不了解斯坦因掠夺文物的情况。